# Marais de la Vanne a Villemaur
Marais de la Vanne a Villemaur este o arie protejată (sit de importanță comunitară — SCI) din Franța întinsă pe o suprafață de 87,5 ha, integral pe uscat.

## Localizare
Centrul sitului Marais de la Vanne a Villemaur este situat la coordonatele 48°15′23″N 3°45′01″E / 48.25639°N 3.75028°E.

## Înființare
Situl Marais de la Vanne a Villemaur a fost declarat arie specială de conservare în baza directivei 92/43 din 1992 referitoare la conservarea habitatelor naturale și a faunei și florei sălbatice pentru a proteja 1 specie de animale.

## Biodiversitate
Situată în ecoregiunea continentală, aria protejată conține 6 habitate naturale: Ape puternic oligomezotrofe cu vegetație bentonică cu Chara spp., Liziere de ierburi înalte hidrofile de câmpie și de nivel montan până la alpin, Păduri aluvionare cu Alnus glutinosa și Fraxinus excelsior (Alno-Padion, Alnion incanae, Salicion albae), Pajiști cu Molinia pe soluri calcaroase, turboase sau argilos-nămoloase (Molinion caeruleae), Mlaștini alcaline, Cursuri de apă de la nivel de câmpie la nivel montan, cu vegetație Ranunculion fluitantis și Callitricho-Batrachion.
La baza desemnării sitului se află o specie protejată de  nevertebrate: fluturele purpuriu (Lycaena dispar).
Pe lângă speciile protejate, pe teritoriul sitului au mai fost identificate 6 specii de plante, 28 de specii de păsări, 3 specii de mamifere, 2 specii de reptile.